# Новолозуватка
Новолозува́тка — село в Україні, Криворізькому районі Дніпропетровської області.
Орган місцевого самоврядування — Грузька сільська рада. Населення — 317 мешканців.

## Географія
Село Новолозуватка знаходиться над річкою Балка Грузька в місці впадання її в Карачунівське водосховище, вище за течією на відстані 1,5 км розташоване село Грузьке, нижче за течією на відстані 1 км розташоване село Грузька Григорівка.

## Населення

### Мова
Розподіл населення за рідною мовою за даними перепису 2001 року:
| Мова       | Відсоток |
| ---------- | -------- |
| українська | 93,1 %   |
| російська  | 6,9 %    |

## Особистості
В селі народився Кудін Іван Назарович — Герой Радянського Союзу та Радченко Віра Андріївна — Герой Соціалістичної Праці.